# Lisbeth Dahl

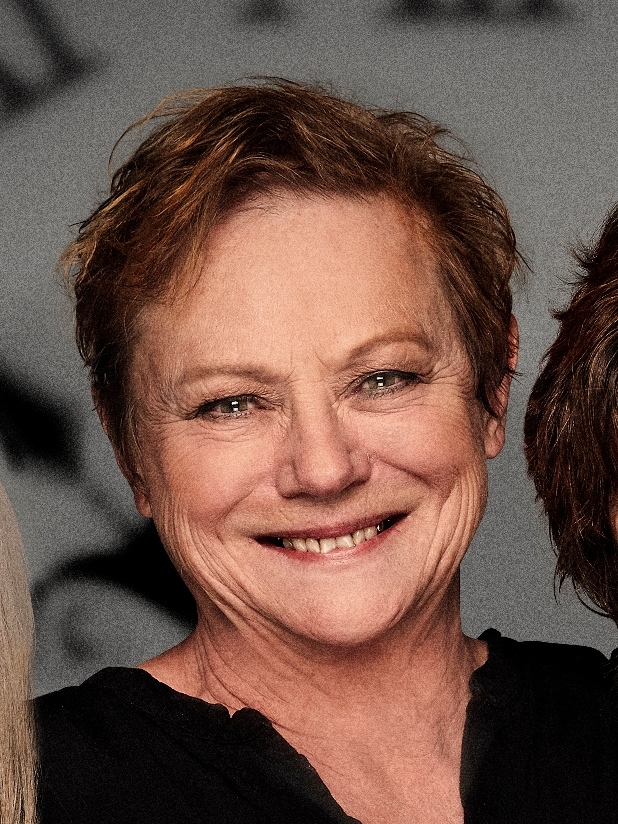
Lisbeth Dahl, 2013

Lisbeth Dahl (* 9. April 1946 in Kopenhagen) ist eine dänische Schauspielerin, Theaterregisseurin und Dozentin.

## Leben und Wirken
Lisbeth Dahl ist die Tochter des Schauspieler-Ehepaares Helge Dahl und Antonie Biering. Sie wuchs in Kopenhagen auf. Ihr Stiefvater war der Schauspieler Poul Thomsen.
Nach ihrem Schulabschluss besuchte sie von 1965 bis 1967 die Staatliche Theaterschule in Kopenhagen, wo sie ihre Schauspielausbildung absolviert hatte. Ihr Bühnendebüt hatte sie im Jahr 1967 am Aalborg-Theater. Sie spielte in zahlreichen Theaterstücken, Varieté-Shows, Kabarett-Programmen und Musicals mit. Dahl gastierte am Königlichen Theater Kopenhagen, am Folketeatret, am Odense Teater, am Aarhus Teater, am Gladsaxe-Theater, am Bristol-Theater, am Svendborg-Sommertheater und am Regionaltheater in Kolding. Später war sie einige Jahre lang Direktorin des Gronnegards-Theater. Sie ist auch als Theaterregisseurin aktiv.
Dahl wirkte seit 1974 in mehr als 60 dänischen Filmen und in zahlreichen Fernsehproduktionen mit. Seit einigen Jahren ist sie als Dozentin und Schauspiellehrerin tätig, unter anderem an Den Danske Filmskole. Seit 2000 ist sie Trägerin des Dannebrogordens.

## Privates
Lisbeth Dahl war insgesamt viermal verheiratet und hat drei Töchter und zwei Söhne. Ihr erster Ehemann war von 1966 bis 1970 der Schauspieler Benny Bjerregaard. In zweiter Ehe war sie von 1970 bis 1976 mit dem Schauspieler Lars Høy verheiratet. Ihr dritter Ehemann Preben Kaas, den sie 1977 geheiratet hatte, beging wegen einer schweren Krankheit im Jahr 1981 Suizid. Ihr vierter Ehemann war von 1995 bis 2000 der Theaterregisseur Stefan Fonss.